# Debbie Does Dallas
Debbie Does Dallas is een Amerikaanse pornofilm uit 1978.

## Verhaal
Debbie wil graag naar Dallas om de Dallas Cowboys te zien, maar ze heeft niet genoeg geld om er te komen. Haar baas, Mr. Greenfeld, weet wel een oplossing: hij betaalt Debbie tien dollar om haar borsten te zien...

## Rolverdeling
| Acteur          | Personage      |
| --------------- | -------------- |
| Bambi Woods     | Debbie Benton  |
| Christie Ford   | Roberta        |
| Robert Kerman   | Mr. Greenfield |
| Robin Byrd      | Mrs. Hardwick  |
| Herschel Savage |                |
| Eric Edwards    | Mr. Hardwick   |
| Arcadia Lake    | Tammy          |
| Merle Michaels  | Donna          |

## Prijzen
- 1985: "Homer Award" van de Video Software Dealers Association, "Most Popular Adult Cassette"[1]
- 2008: AVN Award, "Best Classic DVD" voor de Debbie Does Dallas, Definitive Collector's Edition[2]
- 2010: AVN Award, "Best Classic Release" voor Debbie Does Dallas 30th Anniversary Edition[3]